# Maria Ewing
Maria Louise Ewing (Detroit, Michigan, Estats Units d'Amèrica, 27 de març de 1950 – 9 de gener de 2022) va ser una cantant d'òpera estatunidenca que va cantar papers en les tessitures de soprano i de mezzosoprano. Va destacar tant per les seves actuacions com a actriu com pel seu cant.

## Primers anys
Maria Ewing era la més petita de quatre germanes. La seva mare, Hermina M. (Veraar de soltera), era holandesa i el seu pare, Norman I. Ewing, era un estatunidenc amb orígens sioux, africans i escocesos. Va estudiar a Cleveland, Ohio i a la ciutat de Nova York.

## Carrera
Maria Ewing va fer el seu debut al Metropolitan Opera de Nova York el 1976 en Les noces de Fígaro de Mozart. La seva primera actuació europea va tenir lloc a La Scala de Milà en el paper de Mélisande de Pelléas et Mélisande de Debussy. El seu repertori inclou el paper de Carmen de l'òpera homònima de Bizet, Dorabella de l'òpera Cosi fan tutte de Mozart, el paper principal de Salome de Richard Strauss, el paper principal de L'incoronazione di Poppea de Monteverdi, Marie en Wozzeck d'Alban Berg i Lady Macbeth de Mtsensk de Shostakovich. Ewing era particularment coneguda per la seva sensible interpretació del paper protagonista de Salomé de Richard Strauss, on les indicacions escèniques d'Oscar Wilde per a la peça original especifiquen que al final de l'anomenada "Dansa dels Set Veus" Salomé es troba nua als peus d'Herodes. Ewing va aparèixer totalment nua al final d'aquesta seqüència, en contrast amb altres cantants que han utilitzat subterfugis per a simular-ho. També va cantar i escenificat Dido i Aeneas d'Henry Purcell.
La discografia d'Ewing inclou versions en vídeo de Les noces de Fígaro, Salome, L'incoronazione di Poppea, Carmen i versions d'àudio de Lady Macbeth de Mtsensk i Pelléas et Mélisande. També va enregistrar música de concert de Ravel, Berlioz i Debussy i programes de cançó popular estatunidenca. Va interpretar el paper de Rosina en una producció dellFestival de Glyndebourne de El barber de Sevilla (1982), disponible en DVD.
Ewing també va cantar jazz en actuacions en viu, incloent-hi aparicions amb la banda Kymaera al club de Jazz de Ronnie Scott de Londres.

## Vida personal
El 1982 Maria Ewing es va casar amb el director de teatre anglès Sir Peter Hall, esdevenint formalment al llarg del període de matrimoni "Lady Hall". La parella es va divorciar en 1990. La seva filla és l'actriu Rebecca Hall. Des de 2003 vivia a Sussex, Anglaterra.